# 利维娅·彭
利维娅·玛伊泰·彭（德語：Livia Maïté Peng；2002年3月14日—），瑞士女子职业足球运动员，司职守门员，目前效力于云达不来梅女子体育俱乐部和瑞士国家女子足球队。她曾代表瑞士参加2023年国际足联女子世界杯。